# A Panadaría
A Panadaría es una compañía de teatro española, creada en Galicia en 2013 por las actrices y cantantes Areta Bolado, Noelia Castro y Ailén Kendelman. Sus montajes han recibido diversos reconocimientos, entre ellos el I Premio Xuventude Crea 2013, el Premio da Crítica Galicia 2015 en la categoría de artes escénicas y audiovisuales y el Premio María Casares 2018 al mejor espectáculo.

## Historia
El trabajo de A Panadaría parte de un enfoque feminista y humorístico y una mirada comprometida sobre la realidad. Areta Bolado, Noelia Castro y Ailén Kendelman llevan a escena un teatro político y reivindicativo, que pretende dar voz a historias y colectivos habitualmente invisibilizados. Una de las particularidades de sus producciones es la práctica ausencia de escenografía y efectos sonoros digitales, pues las bases musicales son producidas vocalmente por las actrices e interpretadas en directo a capela. Ailén Kendelman se encarga también de la composición musical de los espectáculos.
En Elisa y Marcela (1917), A Panadaría se centra en el amor lésbico perseguido en una sociedad intolerante. Dirigida por Gena Baamonde, esta coproducción con el Centro Dramático Gallego está basada en un hecho real: el primer matrimonio entre dos personas del mismo sexo documentado en España, en 1901. La cineasta Isabel Coixet llevó esta historia a la gran pantalla en 2019, también con el título de Elisa y Marcela. 
Sus montajes abordan temas como la explotación laboral de las camareras de piso o kellys en su obra As que limpan (Las que limpian, 2022), coproducida por la compañía y el Centro Dramático Nacional, donde su comicidad y su creación de personajes han sido emparentadas con el trío de teatro cómico Tricicle y la comedia del arte.
En 2016 y 2017, la compañía dirigió las galas de los Premios Martín Codax de Música.

## Reconocimientos
A Panadaría fue galardonada con el Premio Xuventude Crea 2013 en la categoría de Teatro con su primer espectáculo, Pan! Pan!, que recibió, además, el Premio da Crítica Galicia 2015 en la categoría de Artes Escénicas e Audiovisuais. Ese mismo año, la compañía ganó con este montaje el Premio María Casares, otorgado por la Asociación de Actores y Actrices de Galicia, en dos categorías: Actriz Secundaria (Areta Bolado) y Música Original (Ailén Kendelmán).
En 2018, Elisa y Marcela recibió cuatro Premios María Casares en las categorías de Mejor Espectáculo, Actriz Protagonista (Areta Bolado), Texto Original y Dirección (Gena Baamonde). Este mismo año, la compañía fue reconocida con el XIV Premio Marcela y Elisa de la Asociación pola Liberdade Afectiva e Sexual da Coruña (ALAS La Coruña), el Premio do Público de la Mostra Internacional de Teatro de Ribadavia y los Premios do Público y Mellor Actriz del Festival do Teatro Galego (FETEGA).
Elisa y Marcela ha sido también destacada con el Premio Las Horas de FanCineGay 2019, Festival Internacional de Cine LGTB de Extremadura. Un año después, en 2020, el montaje recibió el IV Premio Begoña Caamaño a la acción cultural por la igualdad de género de la Diputación Provincial de La Coruña.